# Mathias Schramm
Mathias Schramm (auch Matthias Schramm, * 5. September 1949 in Berlin; † 5. August 2007 in Potsdam) war ein deutscher Musiker, Komponist, Arrangeur und Musikproduzent sowie ein Mitbegründer der Band Silly.

## Leben
Mathias Schramm studierte an der Hochschule für Musik „Hanns Eisler“ Berlin. Als Student komponierte er den Jazzrock-Song Als ich von dir ging nach einem Text von Bertolt Brecht, der eines der bekanntesten Lieder der College Formation wurde. 1974 war er Mitbegründer der Gerd-Michaelis-Chor-Band. Im Jahr 1978 gehörte er zu den Gründern der Ost-Berliner Band Familie Silly und wurde deren Bassist. 1978 holte er die Sängerin Tamara Danz in die Band. Ab 1980 nannte sich die Band kurz Silly. Der Erfolg der Amiga-LP Mont Klamott ist unter anderem seinen Kompositionen zu verdanken.
1981 erhielt er für seine Komposition Gute Nacht, Amigo die Goldene Lyra von Bratislava. Zusammen mit Ritchie Barton, Thomas Fritzsching, Tamara Danz, Mike Schafmeier bzw. Herbert Junck schrieb er Songs wie Die wilde Mathilde, Mont Klamott, In den stillen Abendstunden, So ne kleine Frau und Bataillon d’Amour. Er prägte die besondere Stilistik der Band mit und hatte an der weitreichenden Aufmerksamkeit und dem Erfolg der Anfangsjahre großen Anteil.
Nach seinem Ausscheiden bei Silly 1986 – nach dem Erscheinen des Albums Bataillon d’Amour – arbeitete Schramm als Produzent und Gesangscoach an den Karrieren junger und etablierter Künstler. Ab 1987 begannen dann mehrere musikalische Projekte, unter anderem mit Tino Eisbrenner für dessen erstes Soloalbum Tino und das nachfolgende Willkommen in der Welt, Jacqueline Jacob, Bernd Bangel (früher bei Peter Holten Sextett, Babylon und Holger-Biege-Band) und der Band Knabe und Karawane. 1988 komponierte er die Musik zum Fernsehfilm Eine unruhige Nacht, einer Folge der Fernsehserie Polizeiruf 110. Bis 1989 entstanden mehrere LP-Projekte in Zusammenarbeit mit dem Ost-Berliner Dichter Ralf Stobbe. Ferner arbeitete er für das Liedermacher-Duo Pension Volkmann, die Jonathan Blues Band sowie die Band Bluegrass Breakdown.
2007 war die Produktion des Liedes Country on the Wall von Wilk and Friends eine seiner letzten Arbeiten.
Am 5. August 2007 starb Schramm im Alter von 57 Jahren, nachdem er sich am Vortag mit starken Magenschmerzen in ein Krankenhaus in Potsdam begeben hatte.
Sein Sohn ist der Musikproduzent und Komponist Rüdiger Schramm.

## Belege
1. ↑  Silly-Gründer Matthias Schramm tot. In: Tagesspiegel. 7. August 2007 (Online).
2. ↑  ME — RMVS. Abgerufen am 25. März 2020 (englisch).

| Personendaten    | Personendaten     |
| ---------------- | ----------------- |
| NAME             | Schramm, Mathias  |
| ALTERNATIVNAMEN  | Schramm, Matthias |
| KURZBESCHREIBUNG | deutscher Musiker |
| GEBURTSDATUM     | 5. September 1949 |
| GEBURTSORT       | Berlin            |
| STERBEDATUM      | 5. August 2007    |
| STERBEORT        | Potsdam           |